# Stănița
Stănița è un comune della Romania di 2 281 abitanti, ubicato nel distretto di Neamț, nella regione storica della Moldavia. 
Il comune è formato dall'unione di 7 villaggi: Chicerea, Ghidion, Poienile Oancei, Stănița, Todireni, Veja, Vlădnicele.